# Croisette
Croisette – miejscowość i gmina we Francji, w regionie Hauts-de-France, w departamencie Pas-de-Calais.
Według danych na rok 1990 gminę zamieszkiwały 302 osoby, a gęstość zaludnienia wynosiła 40 osób/km² (wśród 1549 gmin regionu Nord-Pas-de-Calais Croisette plasuje się na 927. miejscu pod względem liczby ludności, natomiast pod względem powierzchni na miejscu 480.).